# Дигитоксин
Дигитоксин — сердечный гликозид. Является фитостероидом и сходен по структуре и эффектам с дигоксином. В отличие от дигоксина (который выводится из организма через почки), дигитоксин выводится через печень, поэтому он может быть использован пациентами с неустойчивыми функциями почек. Тем не менее, в настоящее время он редко используется в западной медицинской практике. Хотя некоторые контролируемые клинические испытания показали, что дигоксин может быть эффективен для определённой доли пациентов, получавших лечение от сердечной недостаточности, доказательная база для дигитоксина не так сильна, хотя, как предполагается, должен был быть  так же эффективен.

## Токсичность
Дигитоксин проявляет аналогичные дигоксину токсические эффекты, а именно: анорексия, тошнота, рвота, диарея, спутанность сознания, нарушения зрения и сердечная аритмия. Фрагменты антител антидигоксина, специфического антидота при отравлении дигоксином, также эффективны против серьёзного отравления дигитоксином.

## История
Первое описание использования наперстянки пурпурной (Digitalis purpurea) восходит к 1775 году. В течение достаточно долгого времени активное соединение не было выделено. Освальду Шмидебергу удалось получить чистый образец в 1875 году. Современное терапевтическое применение этой молекулы стало возможным благодаря работам французского фармацевта и химика Клода-Адольфа Нативеля (1812—1889). Первый структурный анализ был сделан немецким биохимиком Адольфом Виндаусом в 1925 году, но более полный структурный анализ с точным определением сахарных групп не был завершён до 1962 года.

## Использование в химиотерапии
Дигитоксин и родственные с ним карденолиды показывают мощную противораковую активность против целого ряда человеческих линий раковых клеток in vitro, но клиническое применение дигитоксина для лечения рака было ограничено его узким терапевтическим индексом. Гликорандомизация дигитоксина привела к открытию нового неогликозида — дигитоксигенина, который показывает повышенную противоопухолевую активность и снижение ионотропной активности (механизм восприятия общей токсичности). Стероидные гликозиды, основанные на последнем открытии, послужили основой для разработки нового класса лекарственных средств — токсин иммуно-коньюгатов, известных также как внеклеточный токсин иммуно-коньюгат, в качестве первого в своём классе агентов для лечения рака биотехнологической компании Centrose.

## В искусстве
Дигитоксин используется в качестве орудия убийства в романах «Свидание со смертью» Агаты Кристи, «Напиши мне про любовь» Элизабет Питерс (псевдоним Барбары Мертц) и в девятнадцатой серии девятого сезона телесериала «C.S.I.: Место преступления». Наперстянка была также использована в качестве яда в фильме про Джеймса Бонда «Казино „Рояль“», а также в пятой серии девятого сезона телесериала «Коломбо»; пятой серии шестого сезона телесериала «Макмиллан и жена» и в «Азы убийства: Колледж – это смертельно» серии телефильмов Murder 101. Также используется в нескольких сериях телесериала «Она написала убийство».
В песне The Rake's Song из альбома The Hazards of Love американской рок-группы The Decemberists рассказчик убивает свою дочь, скармливая ей наперстянку.